# André Bodemann

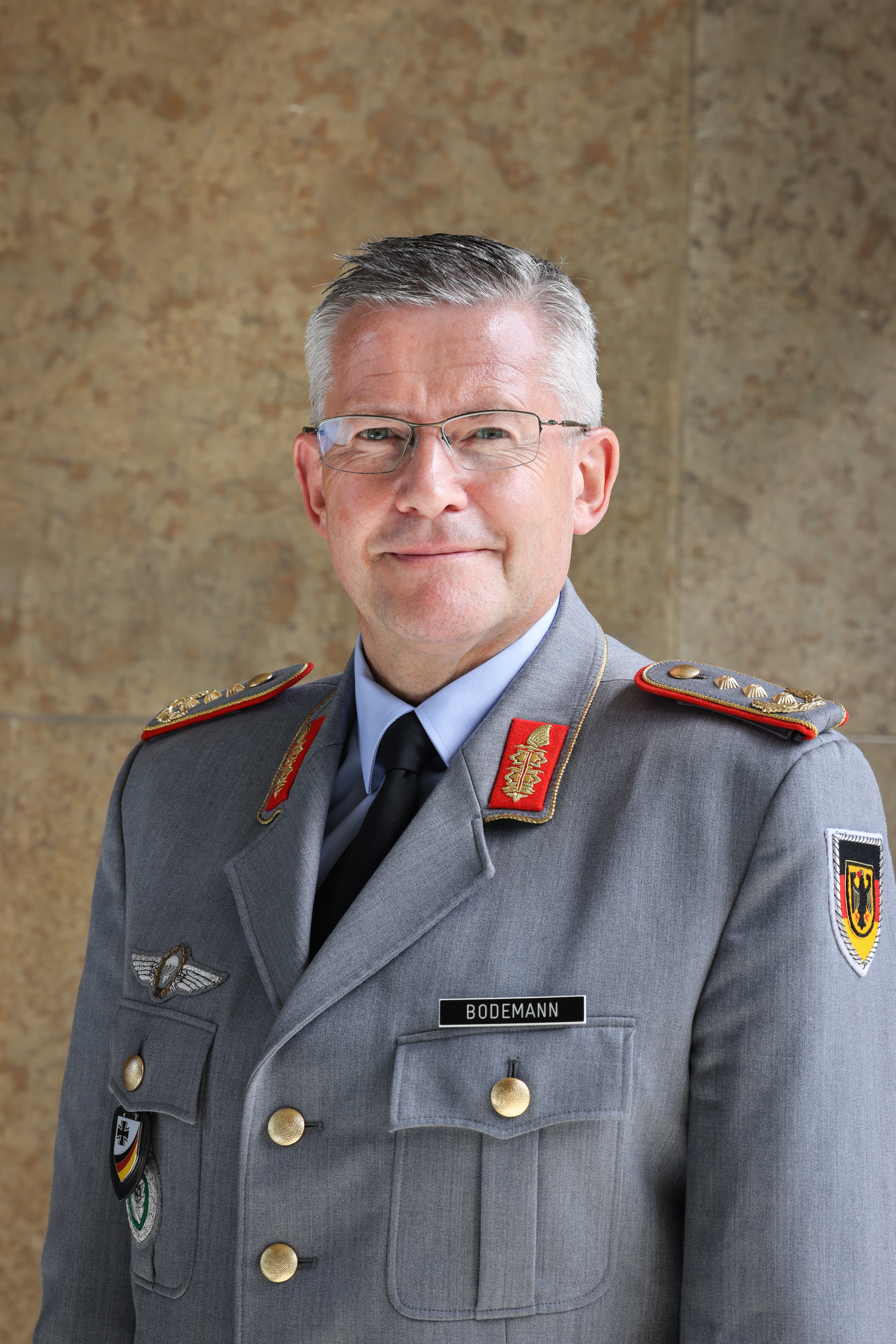
André Bodemann (Foto: Bundeswehr/Weinrich)

André Johannes Bodemann (* 13. August 1965 in Hagen) ist ein Generalleutnant des Heeres der Bundeswehr und seit dem 9. April 2025 Stellvertreter des Befehlshabers des Operativen Führungskommandos der Bundeswehr und Kommandeur Territoriale Aufgaben.

## Militärische Laufbahn

### Ausbildung und erste Verwendungen
André Bodemann trat 1985 beim Panzergrenadierbataillon 202 in Hemer in die Bundeswehr ein. Er absolvierte die Ausbildung zum Reserveoffizier und Offizier der Panzergrenadiertruppe an der Offizierschule des Heeres in Hannover und der Panzertruppenschule in Munster, danach wurde er als Zugführer in Hemer eingesetzt. Von 1989 bis 1992 studierte er Pädagogik an der Universität der Bundeswehr Hamburg. Von 1992 bis 1998 war er als Zugführer, S6-Offizier (verantwortlich für Führungsunterstützung) und Kompaniechef der 4. Kompanie in Augustdorf beim Panzergrenadierbataillon 212 eingesetzt. Danach wurde er an der Panzertruppenschule in Munster als Ausbilder eingesetzt, bevor er von 1999 bis 2001 am 42. Generalstabslehrgang des Heeres an der Führungsakademie der Bundeswehr in Hamburg teilnahm und zum Offizier im Generalstabsdienst ausgebildet wurde.

### Dienst als Stabsoffizier
Als Stabsoffizier der Abteilungen G3 (Planung, Befehlsgebung und Führung laufender Operationen) und G4 (logistische Unterstützung) kehrte er daraufhin nach Augustdorf zum Stab der Panzerbrigade 21 zurück. 2004 bis 2005 war er beim Leiter der Stabsabteilung Planung im Führungsstab der Streitkräfte im Bundesministerium der Verteidigung (BMVg) in Bonn eingesetzt, bevor er als Bataillonskommandeur das Panzergrenadierbataillon 332 in Wesendorf übernahm. Im Anschluss ging er erneut nach Bonn, als Referent für Personalstruktur im Führungsstab des Heeres. Von 2008 bis 2011 war er als Referent für die Bereiche Einsätze, Streitkräfte und Personal beim Staatssekretär im BMVg in Bonn und Berlin eingesetzt. Seine nächste Versetzung führte ihn als „Chef de Cabinet“ zum Befehlshaber Allied Joint Force Command in Brunssum, bevor er als Referatsleiter Strategie und Einsatz ein drittes Mal im Verteidigungsministerium eingesetzt wurde.

### Dienst als General
Von Juli 2014 bis Oktober 2016 war Bodemann Brigadekommandeur der Panzerbrigade 12. Auf diesem Dienstposten wurde Bodemann zum Brigadegeneral ernannt. Nach Übergabe dieses Kommandos an Oberst Jörg See war Bodemann als Kommandeur des Train, Advise and Assist Command (TAAC) North der Resolute Support Mission in Masar-e Scharif, Afghanistan im Auslandseinsatz. Im Anschluss wurde Bodemann am 3. Oktober 2017 als Nachfolger von Brigadegeneral Wolf-Jürgen Stahl Leiter der Unterabteilung Strategie und Einsatz II „Militärpolitik und Einsatz“ im Bundesministerium der Verteidigung in Berlin. Am 27. März 2020 übernahm Bodemann von seinem Vorgänger Reinhardt Zudrop die Führung des Zentrums Innere Führung in Koblenz und wurde zum Generalmajor befördert. Im November 2022 übergab er die Führung des Zentrums Innere Führung an Brigadegeneral Markus Kurczyk. Bodemann wurde zum stellvertretenden Inspekteur der Streitkräftebasis ernannt. Hier löste er Generalleutnant Jürgen Weigt ab.
Am 1. April 2023 übernahm Bodemann das Amt des Befehlshabers des Territorialen Führungskommandos der Bundeswehr (TerrFüKdoBw) und des Nationalen Territorialen Befehlshabers. Auf diesem Dienstposten wurde er im Juni 2023 zum Generalleutnant befördert. In der Funktion des Befehlshabers des TerrFüKdoBw ist Bodemann für die Ausarbeitung des Operationsplan Deutschland zuständig.
Bodemann ist seit dem 9. April 2025 Stellvertreter des Befehlshabers des Operativen Führungskommandos der Bundeswehr.

### Auslandseinsätze
- Mai bis November 2003: J 5/7 Multinationale Brigade Südwest im 7. Deutschen Einsatzkontingent KFOR in Prizren/Kosovo
- 10. November 2016[8] bis 3. Oktober 2017[9]: Kommandeur des Train, Advise and Assist Command (TAAC) North der Resolute Support Mission in Masar-e Sharif, Afghanistan

## Privates
Bodemann ist verheiratet, römisch-katholisch und hat ein Kind.

## Ehrungen
- Ehrenzeichen der Bundeswehr in Gold (2023)
- Legion of Merit, Degree of Officer (2018)
- NATO-Medaille Resolute Support Misson (2017)
- Einsatzmedaille Einsatzkontingent Resolut Support Mission in Bronze (2016)
- Einsatzmedaille KFOR in Bronze (2003)
- NATO-Medaille Non Article 5 (2003)
- Nationales Gedenkkreuz für die Friedensmission im Kosovo (Italien, 2003)
- Ehrenzeichen der Bundeswehr in Silber (2002)
- Fallschirmspringerabzeichen